# Papyrus Oxyrhynchus 1074
Papyrus VIII 1074 (Nr. 908 nach Rahlfs) ist ein Fragment eines Papyruskodex aus dem 3. Jahrhundert. Es enthält Teile aus Ex 31,13–14  und 32,7–8  in griechischer Sprache (Septuaginta), wobei eine nähere Zuordnung zu einer Texttradition aufgrund des geringen Bestandes nicht möglich ist.
Das Fragment ist 2,9 × 5,1 cm groß und mit Unzialen beschrieben. Es wurde bei Oxyrhynchus in Ägypten gefunden und befindet sich im Spurlock Museum der University of Illinois in Urbana mit der Inventar-Nr. 1914.21.0021.

## Textedition
- Arthur Surridge Hunt (Hrsg.): Oxyrhynchus papyri Band VIII. Egypt Exploration Fund, London 1911, S. 4–5 (online).